# Chistochina (rivière)
Pour les articles homonymes, voir Chistochina.
La rivière Christochina est un cours d'eau d'Alaska, aux États-Unis situé dans la région de recensement de Valdez-Cordova. C'est un affluent de la rivière Copper.

## Description
Longue de 48 milles (77 km), elle prend sa source au glacier Christochina, et coule en direction du sud, jusqu'à la rivière Copper à 45 milles (72 km) au nord-est de Glennallen.
Son nom indien a été référencée en 1887 par le lieutenant Allen.

## Sources
- (en) « Chistochina (rivière) », Geographic Names Information System